# العرض العادي: الفلم
العرض العادي: الفيلم (بالإنجليزية: Regular Show: The Movie) هو فيلم كوميدي وخيال علمي أمريكي أنتج عام 2015، وهو مبني على السلسلة الكرتونية، العرض العادي. قامت بإنتاجه كرتون نتورك ستوديوز وعرض لأول مرة بتاريخ 14 أغسطس 2015 على مسرح «ذا داونتاون إنديبندنت» بلوس أنجلوس، حيث تواصل عرضه أنذلك لغاية 20 أغسطس 2015. كما تم إصدار الفيلم رقميًا في 1 سبتمبر 2015، وعلى دي في دي في 13 أكتوبر 2015، فيما كان العرض الأول على التلفاز في 25 نوفمبر 2015 على كرتون نتورك و قد تم دبلجة الفيلم إلى العربية من قبل ستديو مصرية ميديا وتم عرضه لأول مرة في العالم العربي على قناة كرتون نتورك مينا في اواخر 2018
.
بالنسية لأحداث الفيلم فهي تجري خلال الموسم السابع من العرض العادي.

## روابط خارجية
- مقالات تستعمل روابط فنية بلا صلة مع ويكي بيانات